# SuS 09 Dinslaken
Der Spiel- und Sportverein 09 e. V. Dinslaken ist ein deutscher Sportverein aus Dinslaken in Nordrhein-Westfalen. Der Verein wurde im Jahre 1909 gegründet. Neben Fußball hat der Verein auch Abteilungen im Basketball, Volleyball, Leichtathletik und im Breitensport (Aerobic und Nordic Walking).

## Die Platzanlage
Die Bezirkssportanlage an der Voerder Straße befindet sich nicht weit vom Stadtkern Dinslakens entfernt. Es ist eine städtische Sportanlage, welche im Jahre 2020 komplett erneuert wurde. Seitdem befinden sich auf der Anlage drei Fußballplätze: einen Hauptrasen mit beleuchteter Kunststoff-Laufbahn im vorderen Teil, zwei Kunstrasenplätze im hinteren Teil des Geländes. Beide Bereiche werden durch eine überdachte Tribüne getrennt. Anliegend wurde eine Wurfanlage errichtet. Zudem existiert ein kleiner Kunstrasenplatz (DFB-Mini-Spielfeld).
Ein früherer Kunstrasenplatz wurde im Juni 2008 im Rahmen der DFB-Aktion „1000 Mini-Spielfelder“ eingeweiht. Der Rasenplatz wird von allen Mannschaften genutzt, hat allerdings keine Flutlichter, somit finden Abendspiele und die meisten Trainingseinheiten auf Kunstrasen statt. Der Sportplatz war Austragungsort eines Spiels der Fußball-Weltmeisterschaft 2006 der Menschen mit Behinderung. An die Bezirkssportanlage angrenzend liegt eine städtische Sporthalle, die Hans-Efing-Halle, die für den Schul- und Vereinssport genutzt wird.

## Fußball
1903 entstanden in Dinslaken die ersten „wilden Fußball-Vereine“. Da es den Dinslakener Fußball-Pionieren sehr schwer fiel mit den umliegenden Vereinen mitzuhalten, beschlossen 1909 die Mitglieder mehrere „wilder Vereine“ die Fusion zum „Dinslakener Spiel-Verein“. Im gleichen Jahr beantragte man auch die Aufnahme in den Fußball-Verband. Eingetragen wurde der Verein unter dem Namen „Spiel- und Sportverein 09 e. V. Dinslaken“. Somit konnte man an Meisterschaftsspielen teilnehmen. Nach dem Ersten Weltkrieg konnte die Fußballabteilung erste Erfolge verbuchen. 1922 spielte die Mannschaft in der höchsten westdeutschen Spielklasse.
Nach vielen Auf- und Abstiegen und der Zwangsunterbrechung durch den Zweiten Weltkrieg spielte man 1953/54 wieder in der höchsten Amateurklasse. 1955 folgte der Abstieg, der erst mit dem Abstieg in die 2. Kreisklasse endete. 1964 folgte der Aufstieg in die 1. Kreisklasse. Sieben Jahre später (1972) stieg man in die Bezirksklasse auf und 1975 folgte der Aufstieg in die Landesliga.
Doch nach weiteren Auf- und Abstiegen zwischen Landes- und Bezirksliga, konnte man nie länger als zwei Jahre die Klasse halten. Aber in der Saison 1989/90 gelang der Sprung in die Verbandsliga Niederrhein, die heutige Oberliga Niederrhein, die damals die vierthöchste Spielklasse war. Vier Jahre später folgte dann unter Trainer Günter Tinnefeld der Aufstieg in die Oberliga Nordrhein als Tabellendritter, was durch die Einführung der Regionalliga West/Südwest möglich wurde. Von 1994 bis 1999 gehörte die Fußballmannschaft zur Oberliga Nordrhein. In der ersten Saison wurde das Team Sechster von sechzehn Mannschaften, ihre beste Platzierung in dieser Liga. Es folgten mehrere Mittelfeldplätze, doch 1999 musste man unter Trainer „Ferry“ Schmidt mit lediglich 8 Punkten den Abstieg hinnehmen.
Nach dem Abstieg 1999 folgten zwei weitere bis in die Bezirksliga. In der Saison 2006/07 gelang der Aufstieg in die Landesliga. Nach zwei Abstiegen in Folge spielte der Klub seit der Saison 2011/12 nach 39 Jahren wieder in der Kreisliga A des Kreises 9 (Duisburg/Mülheim/Dinslaken). 2018 gelang der Aufstieg in die Bezirksliga.
Der Verein legt großen Wert auf seine Jugendarbeit. Er hat zurzeit 25 Fußball-Jugendmannschaften, sowohl Mädchen- wie auch Jungenmannschaften, die am Spielbetrieb teilnehmen. Die meisten Jugendmannschaften spielen in den Leistungsklassen des Kreis Duisburg/Mülheim/Dinslaken. Diese bilden den Unterbau der Niederrheinliga, der zweithöchsten Spielklasse im Juniorenfußball. Es besteht ein Kooperationsvertrag mit Borussia Mönchengladbach, der als Partnerverein die Jugendausbildung fördert.

### Persönlichkeiten
- Thorsten Albustin
- Helmut Balke
- Norbert Elgert
- Marvin Ellmann
- Wolfgang Figura
- Timm Golley
- Jörg Jung
- Dennis Kempe
- Tobias Kempe
- Philipp Köhn
- Peter Loontiens
- Ferenc Schmidt
- Günter Tinnefeld

## Basketball
1980 wurde die Basketballabteilung gegründet. Die Herren wurden 1988 und 2001 Kreismeister und spielten viele Jahre in der Bezirksliga. Die Damen erreichten mehr: 1987, 1989 und 1997 wurde man Kreismeister, 1989 und 1997 Kreispokalsieger. Lange Zeit spielte man ebenfalls Bezirksliga und sogar Landesliga, während dieser Zeit gelang dann auch der Sieg im Niederrheinpokal 1990. In den letzten Jahren kam es zu einem starken Rückgang der Mitgliederzahl. Erst wieder zur Saison 2015/16 kam es zur Meldung einer Herrenmannschaft in der 1. Kreisliga, wo man auf Platz 5 die Saison abgeschlossen hat. Der Aufbau des Jugendbereich wird auch nicht außer Acht gelassen, so dass auch hier die Abteilung wieder wächst.

## Leichtathletik
In den 1950er Jahren kamen aus Dinslaken mehrere deutsche Meister und Olympiateilnehmer, darunter die Mehrkämpferin und Sprinterin Maria Sander, die im Trikot des SuS 09 zwischen 1951 und 1955 elf deutsche Meisterschaften gewann und bei den Olympischen Spielen 1952 in Helsinki eine Silber- und eine Bronzemedaille holte. Ebenfalls in Helsinki startete der Langstreckenläufer Rolf Lamers, der dort über 1500 Meter den sechsten Platz belegte. Des Weiteren stehen für seine Zeit beim SuS 09 eine Vizemeisterschaft und ein dritter Platz bei deutschen Meisterschaften zu Buche. Seine zwei Meistertitel gewann er als Mitglied anderer Vereine. Der dritte Dinslakener Olympionike in Helsinki war der Langstrecken- und Hindernisläufer Günter Heßelmann, der dort im 3000 Meter Hindernislauf Sechster wurde. Bei deutschen Meisterschaften errang er in seiner Dinslakener Zeit zwei Vizemeisterschaften und einen 3. Platz.
Ebenfalls zu den Dinslakener Spitzenathleten zählt die Stabhochspringerin Christine Adams, die bis 1996 für den SuS 09 startete und in dieser Zeit dreimal Deutsche Meisterin und Zweite bei den Halleneuropameisterschaften wurde.